# 집시 음계
집시 음계는 로마니(Romani) 또는 "집시" 음악에서 사용되는 여러 음계 중 하나이다.
- 이중 화성 음계 (장조), 헝가리 단조의 다섯 번째 선법, 또는  이중 화성단음계. (비잔틴 음계)[1]
- 헝가리 단음계, 4도와 7도가 반올림 된 단음계. 이중 화성단음계라고도 알려져 있다.
- 프레이기쉬(Freygish) 음계 또는 유대인 음계(Jewish scale)이라고도 알려진 프리지아 도미넌트 음계(Phrygiandominant scale) ; 스페인 집시 음계 또는 스페인 프리지아 음계.[2]

## 참고자료
1. ↑  "Flamenco Guitar Modes and Gyspsy [sic] Guitar Scales", Flamenco-Guitars.com.
2. ↑  “Spanish Guitar Scales - TAB, Diagrams, Notation & Info”. 2012년 2월 23일.